# Xanthorhoe congregata
Xanthorhoe congregata là một loài bướm đêm trong họ Geometridae.